# مسعد أنور
الشيخ مسعد أنور داعية إسلامي مصري ومقدم عدة برامج على القنوات الفضائية. له دروس ومحاضرات دينية كثيرة سواء كان على القنوات الفضائية أو في المساجد

## حياته
مسعد أنور هو داعية إسلامية وأحد أبرز الدعاة في مصر؛ حيث اشتهر بتقديمه البرامج الإسلامية، ولد في جمهورية مصر العربية، وقدم عددًا كبيرًا من البرامج التلفزيونية على القنوات وأشهرها قناة الرحمة، ومحتوى البرامج هي دروس علم في الدين الإسلامي، وله العديد من المحاضرات الدينية والندوات التي يقوم بزيارتها والقيام بها وأصبح له شهرة كبيرة جدًا في مصر والدول العربية.

## اعتقاله
داهمت قوات الأمن منزل الشيخ مسعد أنور بحدائق القبة في الساعة الثانية بعد منتصف الليل واعتقل، وأكد الداعية السلفي عبد الرحمن منصور الخبر باعتقال الشيخ مسعد أنور ونجله محمد ولم تصدر السلطات المصرية أي تصريحات رسمية حول أسباب الاعتقال، أو تأكيد الاعتقال نفسه.
وواجهته النيابة بالتحريات والأدلة التي تفيد تمويله وانضمامه لجماعة أُسست على خلاف الدستور، والتحريض على ارتكاب جرائم العنف والإرهاب والقتل وإشاعة الفوضى في البلاد، ودوره في تحريك مظاهرات الإخوان، والتي أنكرها جملة، وأنكر صلته بجماعة الإخوان، مؤكدا أنه لم يتدخل في الشأن السياسي للبلاد منذ مظاهرات 30 يونيو 2013 في مصر، وقال: «المظاهرات حرام شرعا».
وبعدها أُفرج عنه بعد 6 ساعات من التحقيق وقال الشيخ مسعد أنور بعد خروجه من السجن: «بعدما أغلقت في وجهي كل الأبواب واستيأست من كل الأسباب، وتخلى عني الكثيرون، ولم يبق لي إلا الواحد الأحد، جاء الفرج وكأن الله يقول لي: "اعلم أن الأمر كله بيدي وحدي فلا تعلق قلبك بأحد سواي"، فاللهم لك الحمد وحدك على ما أنعمت به علي، الحمد لله».